# Jordi Atienza
Jordi Atienza Sala (Barcelona, 5 de mayo de 1962) es un buceador, instructor de buceo, camarógrafo submarino y empresario español, con una amplia trayectoria en el mundo del buceo.

## Trayectoria
Comenzó su carrera en el mundo del buceo en la década de 1980, y después de varios años de entrenamiento y experiencia, se convirtió en instructor de buceo profesional. Ha trabajado en varios lugares del mundo, incluyendo el Mar Rojo, el Caribe, el Océano Índico y el Mediterráneo, y ha colaborado en varias expediciones con científicos y expertos en biología marina, así como en proyectos de conservación del medio ambiente marino. Jordi Atienza ha sido uno de los fundadores de la Asociación de Buceo Recreativo de España (ABRE) y ha sido presidente de la misma. También ha sido propietario de un centro de buceo en Barcelona y ha trabajado para promover el turismo de buceo en España.
En 1999, colaboró con el buceador y escritor Eduardo Admetlla en la publicación de "La llamada de las profundidades", un libro que explora el mundo submarino y comparte las experiencias de ambos expertos en buceo. A partir de 2001 ejerció como director de entrenamiento de los programas de IAHD, una asociación de buceo orientada a proveer medios para todas las personas con discapacidad física que quieran hacerse buceadores con equipo autónomo.
Ha estado involucrado en la enseñanza de más de 5.000 alumnos, desde principiantes hasta instructores, durante más de 15.000 inmersiones. Tiene experiencia en filmaciones subacuáticas especializadas, y su trabajo de video ha sido utilizado en programas documentales como "Thalassa", emitido en TV3 y ETB en España y Francia. Jordi Atienza también ha publicado sus imágenes en la revista National Geographic y ha trabajado con otras editoriales y emisoras de renombre. Actualmente colabora con la agencia certificadora de buceo SSI, impartiendo cursos de vídeo submarino de especialidad, desde cursos introductorios hasta avanzados, incluida la edición.
En el año 2020, durante la pandemia de COVID-19, reunió a los centros de buceo de España de forma telemática para normalizar los procedimientos de trabajo y hábitos de los centros de buceo y sus clientes, ante el escenario de reapertura y convivencia con el virus.
Jordi Atienza es una figura reconocida en el mundo del buceo y la exploración submarina, y su trabajo como formador y divulgador en este ámbito ha sido significativo. Además, su trabajo como fotógrafo submarino ha sido reconocido por su calidad.

## Publicaciones
- Todos los mares dentro de mí: Memorias de Jordi Atienza (2024) - Amazon (Jade Irisarri, Jordi Atienza)